# リチャード・ローズ

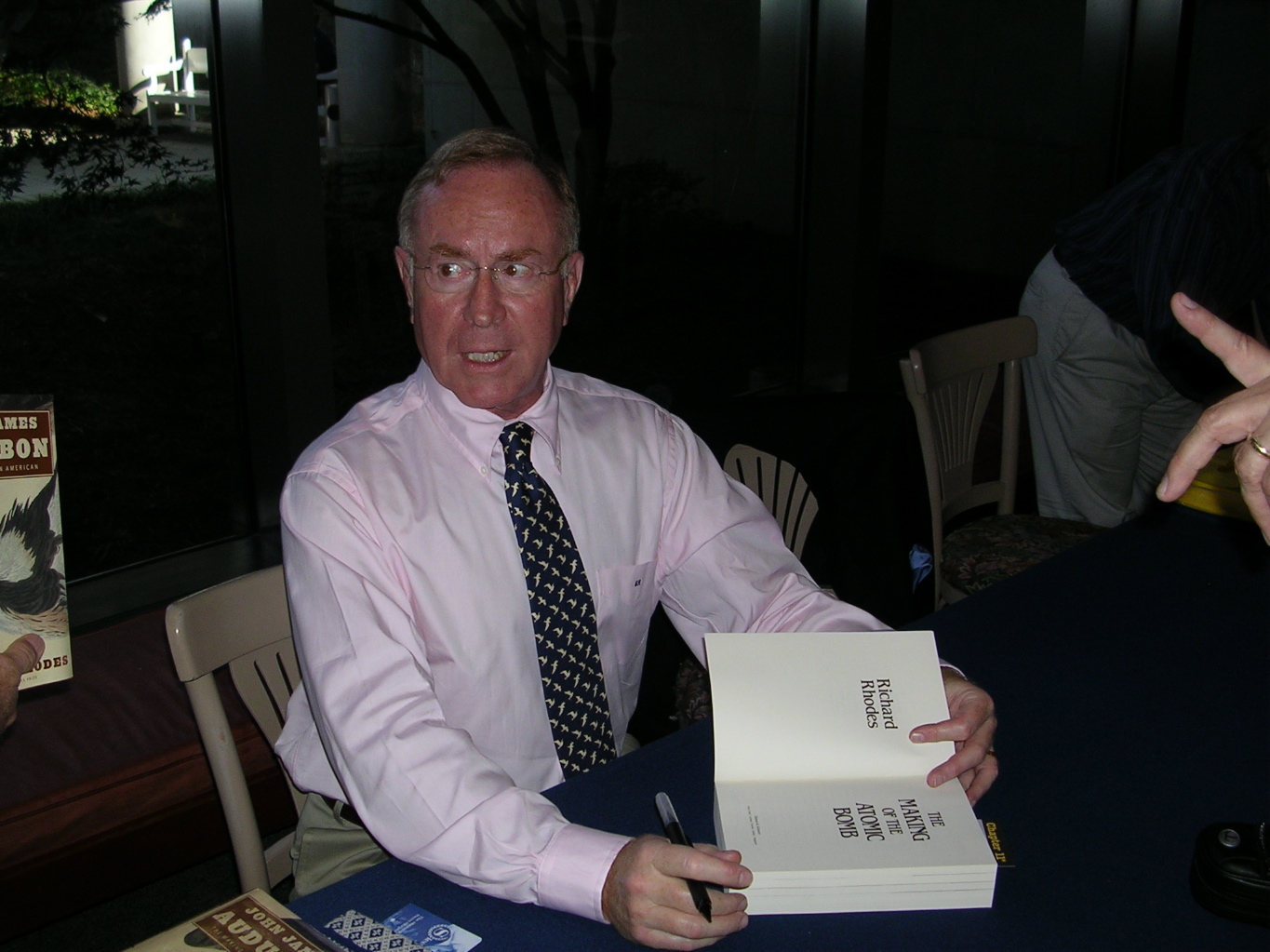
2004年アトランタで著書にサインをするリチャード・ローズ

リチャード・ローズ (Richard Rhodes、1937年7月4日 - ) は、アメリカの作家・ジャーナリスト。 ノンフィクション『原子爆弾の誕生』など核開発に関する著作をはじめとして、多くの分野にまたがる著作がある。

## 略歴
1937年、カンザス州カンザスシティで3人兄弟の末子として生まれた。 1歳になったばかりのころ母親が自殺し、下の兄弟2人は鉄道のボイラー製作を手伝っていた父親に育てられた。 リチャードが10歳のときに父親が再婚したが、兄弟は継母から病的な虐待を受けることとなった。 餓死寸前まで追い込まれさえした数年のこうした生活の末、13歳の兄に連れられ、ともに警察署に保護を求めることになった。 その後、兄弟はミズーリ州インディペンデンス市の養護施設で青年期を過した。 ローズの人生に大きな影を落とすこうした青少年期の思い出は自伝 A Hole in the World (1990) で語られている。
奨学金を受けてイェール大学へと入学し、1959年、優等で卒業した。 カンザス・シティ都市圏を拠点として、1969年ごろより、雑誌記事を執筆し始めるとともに、ノンフィクションを中心に20冊以上の著書を出版している。 特に、政治と科学とにまたがり核兵器の開発史を扱った一連の著作があり、このうち第一作の『原子爆弾の誕生』はピューリッツァー賞を始めとする多くの賞を受賞しローズの出世作となった。 自身はこうした作品を否定的接頭辞をもつノンフィクションではなくヴェリティー (verity) と呼ぶことを提唱している。 ヴェリティーは「真実」「陳述の真実性」という意味を持つ。
2人の子供の父であり、現在は夫人とともにカリフォルニア州に在住している。

## 作品

### 核開発史
いまだ冷戦体制が続いていた1986年に出版された『原子爆弾の誕生』(The Making of the Atomic Bomb) では、1930年代の核分裂、核連鎖反応の発見に始まり、マンハッタン計画を経て、1945年の広島と長崎への原子爆弾投下に至るまでを中心として原子爆弾の誕生の物語を明らかにする。 科学者、政治家、軍人、そして被爆者に関する数多くの事実と証言をおよそ600件の文献とインタビューを元に幅広く網羅するとともに、そのつながりを明らかにし、批評を廃してそこに存在した多くの物語を冷静なタッチで描き出している。 原書で900ページ近いこの著作は、1988年に一般ノンフィクション部門でピューリッツァー賞を受賞したのを始め、全米図書賞、全米批評家協会賞を受賞し、原書は数十万部を売上げるとともに、10か国語以上に翻訳され、この著作はこのテーマにおいてそれを最も包括的に扱った代表的なもののひとつとなっている。 
1995年には700ページ強の『原爆から水爆へ』(原題『暗闇の太陽』Dark Sun) を著し、再びピューリッツァー賞の最終選考候補に残った。 この著作では、『原子爆弾の誕生』に続くものであるが、第二次世界大戦中に始まったソ連の諜報活動から原爆開発、水素爆弾開発の是非にまつわる議論とテラーらによる水爆の誕生、こうして激化していく米ソ対立の深化と、その核軍拡競争を阻止しようとしたオッペンハイマーの赤狩りによる失脚と聴聞会の経緯が描かれた。蒐集家のチャック・ハンセンの協力を得て書かれたものという。
さらに2007年には、Arsenals of Folly（愚かさの備蓄）を上梓、2010年には The Twilight of the Bombs（爆弾の黄昏）を出版した。 前者では冷戦期の歴史を扱うが、特にその終焉であるゴルバチョフ＝レーガン期に焦点を当てている。 後者はポスト冷戦期のイラクの核開発計画などを扱い、これら4作のシリーズの最終作となる。

### その他の著作
1989年の『アメリカ農家の12カ月』(Farm) ではアメリカ、ミズーリ州のある農家に取材して、その喜びと失望を描き出し、1980年代アメリカ農家の一年間の実像を明らかにしている。 一方、1992年の『メイキング・ラヴ』(Making Love) は、自身の性体験を元に男性の性行為を自伝的に克明に描き出し徹底して分析するという異色の著作である。 1997年の『死の病原体プリオン』（原題『死の饗宴』 Deadly Feasts）では、ヴォネガットのアイス・ナインをプリオン説のメタファーとして参照しつつ、ジャーナリスティックな視点から、クールー病や狂牛病と呼ばれ恐れられた伝染性海綿状脳症 (TSE) の歴史を、クールー病の研究者ダニエル・ガジュセックの足跡を中心として追いかけた。
自伝 A Hole in the World (1990) では、母親の自殺、そして継母による肉体的・精神的暴力により奪われた少年期と、その後の養護施設での癒し、そして今なお著者を悩ませる心的外傷を、ナチスの強制収容所になぞらえつつ虐待を受けた側から明らかにしている。 How to Write (1995) は、著述への技巧の解説である一方、書くことへの恐怖を、恐怖を書くことによって打ち勝つ著者の自伝的著作でもある。 批評家クリストファー・レーマン＝ハウプト (Christopher Lehmann-Haupt) は、この著作に関連してローズの暴力についての心的外傷と世界の破壊という彼のノンフィクション上のテーマとの関連を議論している。 Why They Kill (1999) では、暴力行為によって収監されることになった数百人にインタビューした異端的な犯罪学者ロニー・アセンズ (Lonnie Athens) の人となりを追い、彼の「暴力化」(violentization) という学説を検証しながら、暴力に走った人々の根源に光を当てる。
John James Audubon (2004) は、『アメリカの鳥類』に代表される実物大の写実的な水彩画で知られた19世紀アメリカの画家オーデュボンの詳細な伝記である。 ローズはまたオーデュボンの初期の作品集も出版している。
また小説家としてはあまり知られていないものの、ローズは The Ungodly (1973) など4つの小説の著者でもある。

## 主な著書
- The Inland Ground: An Evocation of the American Middle West. Bill Greer (illustrator). (1969) (revised edition, 1991) Lawrence, KS: University Press of Kansas, ISBN 978-0-7006-0498-2.
- The Ungodly: A Novel of the Donner Party. (1973) (2007) Stanford, CA: Stanford General Books, ISBN 978-0-8047-5641-9 (pbk).
- The Making of the Atomic Bomb. New York: Simon & Schuster. (1986). ISBN 978-0-671-44133-3
『原子爆弾の誕生 — 科学と国際政治の世界史』神沼二真、渋谷泰一 訳、啓学出版、1993年。（2分冊）『原子爆弾の誕生』普及版、紀伊國屋書店、1995年〈上〉ISBN 978-4-314-00710-8,〈下〉ISBN 978-4-314-00711-5.
- Farm: A Year in the Life of an American Farmer. New York: Simon & Schuster. (1989). ISBN 978-0-671-63647-0 (1997) Lincoln, NE: Bison Books.
『アメリカ農家の12カ月』古賀林幸 訳、晶文社、1993年。ISBN 978-4-7949-6130-3。
- A Hole in the World: An American Boyhood. New York: Simon & Schuster. (1990). ISBN 978-0-671-69066-3 (10th anniversary edition, 2000) Lincoln, KS: University Press of Kansas, ISBN 978-0-7006-1038-9 (pbk).
- Making Love: An Erotic Odyssey. New York: Simon & Schuster. (1992). ISBN 978-0-671-78227-6
『メイキング・ラヴ』中川五郎 訳、文藝春秋、1996年。ISBN 978-4-16-351450-5。
- How to Write: Advice and Reflections. William Morrow & Co.. (1995). ISBN 978-0-688-14095-3
- Dark Sun: The Making of the Hydrogen Bomb. New York: Simon & Schuster. (1995). ISBN 978-0-684-80400-2
『原爆から水爆へ — 東西冷戦の知られざる内幕』小沢千重子、神沼二真 訳、紀伊國屋書店、2001年。（2分冊）〈上〉ISBN 978-4-314-00889-1〈下〉ISBN 978-4-314-00890-7.
- Deadly Feasts: Tracking the Secrets of a Terrifying New Plague. New York: Simon & Schuster. (1997). ISBN 978-0-684-82360-7 (1998) Deadly Feasts: The “Prion” Controversy and the Public's Health. New York: Touchstone, ISBN 978-0-684-84425-1 (pbk).
『死の病原体プリオン』桃井健司、網屋慎哉 訳、草思社、1998年。ISBN 978-4-7942-0832-3。
- Why They Kill: The Discoveries of a Maverick Criminologist. New York: Alfred A. Knopf. (1999). ISBN 978-0-375-40249-4
- Masters of Death: The SS-Einsatzgruppen and the Invention of the Holocaust. New York: Alfred A. Knopf. (2002). ISBN 978-0-375-40900-4
- John James Audubon: The Making of an American. New York: Alfred A. Knopf. (2004). ISBN 978-0-375-41412-1
- Arsenals of Folly: The Making of the Nuclear Arms Race. New York: Alfred A. Knopf. (2007). ISBN 978-0-375-41413-8
- The Twilight of the Bombs: Recent Challenges, New Dangers, and the Prospects for a World Without Nuclear Weapons. New York: Alfred A. Knopf. (2010). ISBN 978-0-307-26754-2
- Hedy's Folly: The Life and Breakthrough Inventions of Hedy Lamarr, the Most Beautiful Woman in the World. New York: Doubleday (Random House). (2011). ISBN 978-0385534383 pbk ed: New York: Vintage (Random House). (2012). ISBN 978-0-307-74295-7.
- Hell and Good Company: The Spanish Civil War and the World It Made. New York: Simon & Schuster. (2015). ISBN 978-1-4516-9621-9 pbk ed: (2016). ISBN 978-1-4516-9622-6.
- Energy: A Human History. New York: Simon & Schuster. (2018). ISBN 9781501105357
『エネルギー400年史 ―薪から石炭、石油、原子力、再生可能エネルギーまで』秋山勝 訳、草思社、2019年。ISBN 978-4-7942-2407-1。
- Scientist: E. O. Wilson: A Life in Nature. Doubleday. (2021). ISBN 9780385545556
『生物学を進化させた男 エドワード・O・ウィルソン』的場知之 訳、草思社、2025年。ISBN 978-4-7942-2780-5。

### 編集
- Serber, Robert; Rhodes, Richard (1993). The Los Alamos Primer: The First Lectures on How to Build an Atomic Bomb, Edited with an Introduction by Richard Rhodes. University of California Press. ISBN 0520075765
『ロスアラモス・プライマー―開示教本「原子爆弾製造原理入門」』今野 廣一 訳、丸善プラネット、2015年。ISBN 9784863452411。